# بامبینو (ترانه‌)
بامبینو (به ایتالیایی: Bambino) (به معنی "کودک پسر" یا "بچه مذکر") یک ترانهٔ ضبط شده توسط خوانندهٔ فرانسوی به نام دالیدا است. این آهنگ اولین آهنگ شاخص دالیدا شد. آهنگ بامبینو نخستین بار در ۲۸ اکتبر ۱۹۵۶ تحت یک آلبوم چندآهنگه و پیش از اولین آلبوم او که با اسم نامش دالیدا است منتشر شد. این آهنگ برای ۴۵ هفته در صدر جدول آهنگهای برتر فرانسه قرار گرفت و به عنوان آهنگ شمارهٔ یک با بیشترین زمان در جدول بهترینها در طول تاریخ موسیقی جهان شناخته شد.

## شرح دربارهٔ آهنگ
بامبینو نخستین آهنگ شناخته شدهٔ دالیدا بود که ۴۵ هفته را در صدر جدول بهترین آهنگهای فرانسه و چند کشور دیگر به سر برد.
این آهنگ نسخهٔ فرانسوی یک آهنگ سنتی نپولتانای ایتالیا با نام گوآگلیونه است که در سال ۱۹۵۷ و در آلبوم نامش دالیدا است منتشر شد. این آهنگ به زبان عربی الجزایری توسط ژان دوژاردن برای یک فیلم کمدی به نام قاهره: آشیانه جاسوسان نیز بازخوانی شد. احمد ظاهر خوانندهٔ اهل کشور افغانستان نیز این آهنگ را با شعری به نام اسیر از فروغ فرخزاد به نام «اگر ای آسمان خواهم که یک روز» به زبان فارسی بازخوانی کرده است.

## جدول آهنگهای برتر
| جدول (۱۹۵۸–۱۹۵۷) | رتبه در جدول |
| ---------------- | ------------ |
| کبک              | ۱            |
| والونی           | ۱            |
| فرانسه           | ۱            |
| ولامس            | ۵            |